# Таксономія (біологія)
Таксономія (від давньогрецьких слів τάξις (таксис), що означає порядок і -νομία (номія) — метод) — наука визначення та іменування груп біологічних організмів на основі спільних характеристик. Організми згруповані в таксони й такі групи отримують свою таксономічну категорію (ранг); групи однієї категорії можуть групуватися в групи вищого рівня або рангу, таким чином утворюється таксономічна ієрархія. Основними категоріями, що використовуються сьогодні є царство, тип клас, ряд, родина, рід, вид. Започаткував таксономію шведський ботанік Карл Лінней, оскільки він розробив систему, що знана як таксономія Ліннея, для класифікації живих організмів і створив біноміальну номенклатуру для їх назви.
З появою таких галузей науки як філогенетика, кладистика, і систематика, система, яку запропонував Лінней, розвинулася до сучасної системи біологічної класифікації, що основана на еволюційних зв'язках між організмами, як живими, так і тими що зникли.